# 超額供給
超額供給（英語：excess supply）在經濟學中指一種所提供的財貨或服務的數量大於需求的數量，且價格高於由供求確定的均衡價格的情況。也就是說，在當前購買價格的情況下，生產者希望銷售的產品數量超過潛在購買者願意。這與經濟短缺（需求過剩）相反。
在文化進化中，從理論上講，新石器時代的農業剩餘產生了更大的分工，從而導致了社會分層和階級。

## 價格
價格與供給過剩的產生具有強的相關性。當財貨的價格設置得太高時，產品的需求數量將減少而供應數量將增加，因此供應的數量多於需求數量。 超額供給可能導致價格下降，或是供應的財貨無法出售，後者反映了超額供給的意義。降低財貨價格會鼓勵消費者購買更多財貨，同時使供應商減少生產財貨。

## 不均衡
由於價格的不均衡導致供需之間缺乏平衡，因此出現了不均衡（disequilibrium）。在完全競爭的市場中，超額供給是兩種不平衡的一種，而另一種是超額需求。當供應的數量大於需求的數量時，無法達到均衡水準，從而導致市場處於不均衡狀態。 超額供給阻礙了經濟的有效運行。